# Okolik
Okolik (słow. Okolík, 1328 m) – szczyt w masywie Osobitej w słowackich Tatrach Zachodnich. Znajduje się w jej długim zachodnim grzbiecie, który poprzez Okolik i Kocie Skały (Hamor) opada do Maniowej Przehyby. Południowe stoki Okolika opadają do dolnej części Ciepłego Żlebu będącego prawą odnogą Doliny Zuberskiej. U ich podnóża, przy wylocie Ciepłego Żlebu do tej doliny, znajduje się polana Puczatina. Stoki północno-wschodnie opadają do Doliny Przedniej Krzemiennej (Doliny Skrajnej Krzemiennej). Grzbiet opadający od Okolika w południowo-zachodnim kierunku do wzniesienia Kocie Skały (Hamor) nosi nazwę Jaworzyna. Jego północno-zachodnie stoki opadają do Doliny Błotnej. Są w nich cztery grzędy. Najbardziej wschodnia tworzy zbocza Doliny Przedniej Krzemiennej, najbardziej zachodnia Doliny Zimnej.
Okolik i cały masyw Osobitej zbudowany jest ze skał węglanowych (wapienie i dolomity). Okolik jest całkowicie zalesiony i nie prowadzi przez niego żaden szlak turystyczny, ale w lesie występują skałki wapienne. Masyw Osobitej ma ogromne walory przyrodnicze. Wstępuje tutaj bogata flora roślin wapieniolubnych i osobliwe formy skalne. Objęty został ochroną ścisłą (Rezervácia Osobitá). Szczyt Okolika jest poza tym obszarem ochrony ścisłej, ale jego granica przebiega tuż po wschodniej stronie szczytu.